# Patrick Haas (Politiker)

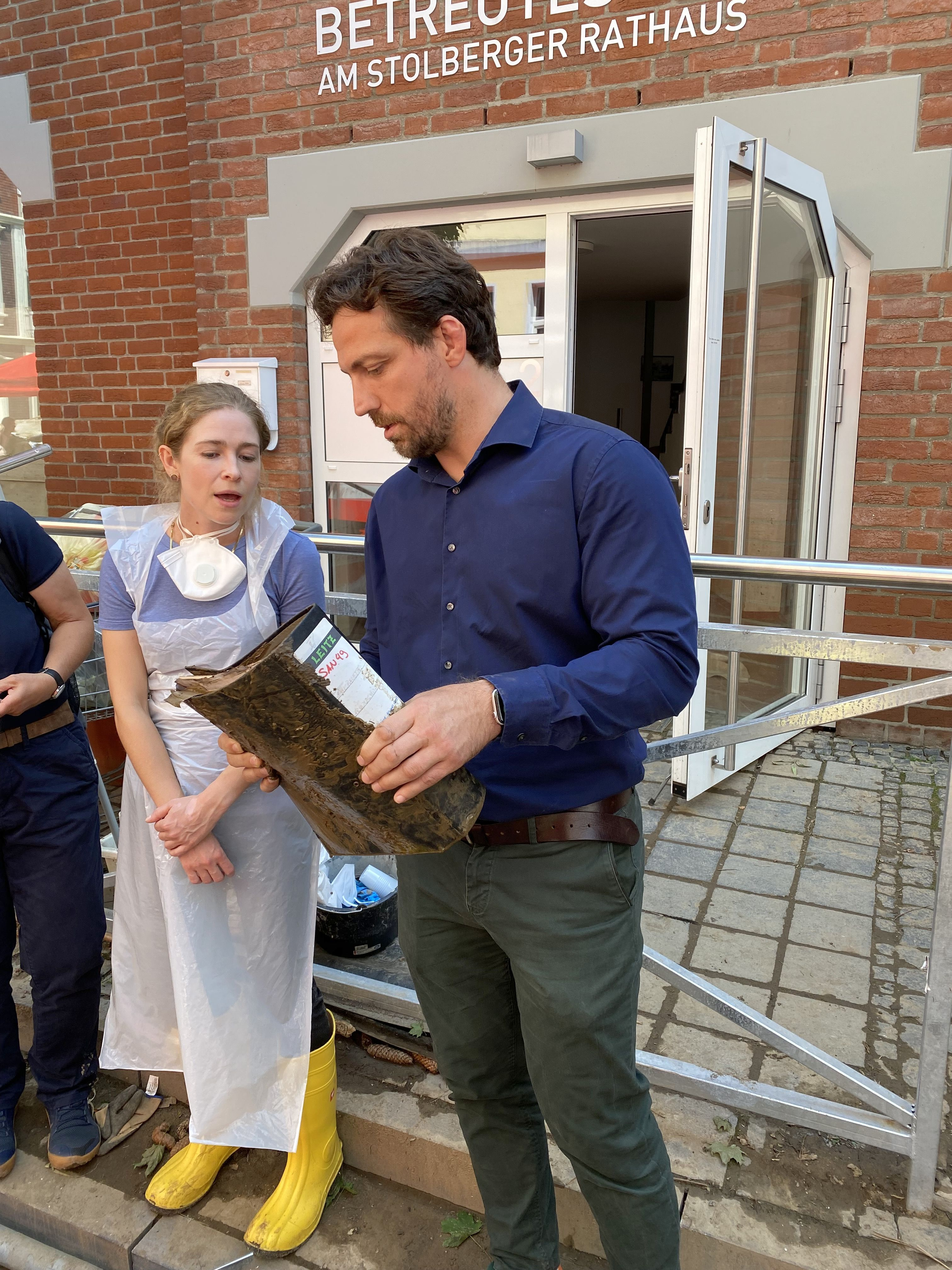
Bürgermeister Patrick Haas begutachtet eine durch die Hochwasserkatastrophe beschädigte Akte aus dem Stolberger Stadtarchiv (2021)

Patrick Haas (* 28. Juli 1981 in Stolberg-Büsbach) ist ein deutscher Politiker (SPD) und seit 2019 Bürgermeister der Stadt Stolberg (Rheinland).

## Leben
Patrick Haas ist im Stolberger Stadtteil Büsbach geboren und aufgewachsen und besuchte bis zum Abitur das Ritzefeld-Gymnasium. Bereits in jungen Jahren begann er erst bei der DJK Roland Stolberg und später beim TSV Hertha Walheim mit dem Judosport. Er war zwischen 2013 und 2019 Trainer und Kämpfer der Bundesliga-Mannschaft des Vereins. Nachdem er von 2009 bis 2015 ein Lehramtsstudium in den Fächern Chemie und Biologie an der RWTH Aachen absolviert hatte, machte er sein Referendariat am Jülicher Gymnasium Haus Overbach und lehrte von 2017 bis zu seiner Wahl zum Stolberger Bürgermeister 2019 am Gymnasium Baesweiler.
In der Karnevalssession 2018 war er als Patrick I. Stolberger Karnevalsprinz.

## Politik
Haas war bereits zu Beginn seines Studiums 2009 bis 2019 Ratsmitglied der SPD im Rat der Stadt Stolberg, seit 2017 bis zur Bürgermeisterwahl als Fraktionsvorsitzender. Von 2009 bis 2014 saß er dem Schulausschuss und von 2014 bis 2019 dem Ausschuss für Soziales und Generationengerechtigkeit vor. Darüber hinaus war er von 2015 bis 2019 Parteivorsitzender und von 2014 bis 2017 stellvertretender Bürgermeister.
Am 26. Mai 2019 erzielte Haas bei der Bürgermeisterwahl in Stolberg mit 49,44 % das beste Ergebnis aller Kandidaten. Bei der anschließenden Stichwahl am 16. Juni 2019 setzte er sich mit 58,57 % gegen Andreas Dovern (CDU) durch. Am 9. Juli 2019 wurde Haas in der Ratssitzung offiziell als Bürgermeister der Kupferstadt Stolberg vereidigt.

## Privates
Patrick Haas ist verheiratet, Vater von vier Kindern und lebt in seinem Geburtsort Büsbach.